# Чугаль
Чуга́ль — название группы жаростойких чугунов с высоким (19-31 %) содержанием алюминия. В составе также присутствуют углерод (1,6-2,5 %), кремний (1-2 %), марганец (0,4-0,8 %); могут содержаться фосфор, сера, цирконий, свинец и другие легирующие элементы.

Первый вариант сплава разработан в СССР в 30-х годах.

## Физические свойства
- предел прочности 0,2-0,3 ГПа;
- твёрдость по Бриннелю 240—550;
- жаростойкость:

- на воздухе до +1100…+1150 °C;
- в парах серы до +1000 °C;

- плотность около 6000 кг/м³.

## Применение
Основное применение чугаля — изготовление деталей с высокой жаростойкостью, в частности, для печной арматуры и деталей камер сгорания. Также, как сплав, устойчивый к морской воде и азотной кислоте, чугаль может применяться для деталей, контактирующих с этими веществами. Чугаль хорошо обрабатывается резанием и обладает удовлетворительными литейными свойствами; для улучшения механических свойств в сплав могут добавляться различные легирующие добавки.

## Производство
Чугаль является самым технологичным алюминиевым сплавом на основе чугуна. Он может быть получен в индукционных печах или путём смешивания расплавленных алюминия (около +800 °C) и чугуна (около +1400 °C). Отливки из чугаля для снятия напряжений подвергаются низкотемпературному отжигу при температуре около +700 °C. Основные марки, выпускаемые в России: ЧЮ22Ш (19-25 % Al) и ЧЮ30 (29-31 % Al).